# Dietmar Lorenz
Dietmar Lorenz (23. září 1950 Schleiz, Německo – 8. září 2021, Berlín) byl reprezentant Východního Německa v judu. Je olympijským vítězem z roku 1980.

## Sportovní kariéra

### Úspěchy
- zlatá olympijská medaile z roku 1980 (první německý olympijský vítěz v judu)
- trojnásobný mistr Evropy v polotěžké váze z toho v letech 1977 a 1978 obhájce titulu
- mistr Evropy v kategorii bez rozdílu vah

### Zajímavosti
Lorenz patřil k judistům, kterého si nepřál snad nikdo za soupeře. Dobře věděl co si na svého protivníka může dovolit a tomu přizpůsoboval taktiku. Byl schopný odrazit jakýkoliv nástup do techniky a pokud možnost kontrovat. Pomáhala mu k tomu především postava nižšího vzrůstu a silné nohy.
Jeho životním turnajem byly olympijské hry v Moskvě v roce 1980. V polotěžké váze měl nakročeno ke zlaté medaili jenže ve čtvrtfinále narazil na domácího Chubuluriho a při hantei si rozhodčí nedovolili upřednostnit Němce. Vše mu vyhradili za několik dní v kategorii bez rozdílu vah. Ve finále proti Parisimu předváděl své no-style judo. Odrážel jeden Parisiho nástup za druhým a v závěru došlo za nerozhodného stavu na praporky. Volba padla na něho a získal tak k bronzové medaili z polotěžké váhy i tu nejcennější zlatou.

## Výsledky

### Váhové kategorie
| Turnaj             | 1973           | 1974           | 1975           | 1976           | 1977           | 1978           | 1979           | 1980           |
| Turnaj             | 23             | 24             | 25             | 26             | 27             | 28             | 29             | 30             |
| Turnaj             | polotěžká váha | polotěžká váha | polotěžká váha | polotěžká váha | polotěžká váha | polotěžká váha | polotěžká váha | polotěžká váha |
| ------------------ | -------------- | -------------- | -------------- | -------------- | -------------- | -------------- | -------------- | -------------- |
| Olympijské hry     | –              | –              | –              | 5.             | –              | –              | –              | 3.             |
| Mistrovství světa  | 3.             | –              | úč.            | –              | –              | –              | úč.            | –              |
| Mistrovství Evropy | ?              | 3.             | 1.             | ?              | 1.             | 1.             | ?              | 2.             |

### Bez rozdílu vah
| Turnaj             | 1973 | 1974 | 1975 | 1976 | 1977 | 1978 | 1979 | 1980 |
| Turnaj             | 23   | 24   | 25   | 26   | 27   | 28   | 29   | 30   |
| ------------------ | ---- | ---- | ---- | ---- | ---- | ---- | ---- | ---- |
| Olympijské hry     | –    | –    | –    | úč.  | –    | –    | –    | 1.   |
| Mistrovství světa  | úč.  | –    | 3.   | –    | –    | –    | dns  | –    |
| Mistrovství Evropy | 3.   | ?    | ?    | ?    | dns  | 1.   | ?    | ?    |

## Podrobnější výsledky

### Olympijské hry
| Rok      | Kategorie       |  | 1/64      | 1/32                                 | 1/16                              | čtvrtfinále                          | semifinále                 | opravy                      | o bronz                           | finále                      |
| -------- | --------------- |  | --------- | ------------------------------------ | --------------------------------- | ------------------------------------ | -------------------------- | --------------------------- | --------------------------------- | --------------------------- |
| LOH 1976 | polotěžká váha  |  | volný los | výhra – 2:37/had Robert Van de Walle | výhra – waz/kug Antoni Reiter     | prohra – waz/osg Kazuhiro Ninomija   | –                          | výhra – 5:25/wip An Ung-nam | prohra – (yus) Jürg Röthlisberger | -                           |
| LOH 1976 | bez rozdílu vah |  | x         | prohra – (yus) Imre Varga            | –                                 | –                                    | –                          | –                           | –                                 | -                           |
| LOH 1980 | polotěžká váha  |  | x         | výhra – 0:58/? Elias Kobti           | výhra – yuk/? Robert Köstenberger | prohra – (yus) Tengiz Chubuluri      | –                          | výhra – 1:18/? Daniel Radu  | výhra – 0:11/suk José Tornes      | -                           |
| LOH 1980 | bez rozdílu vah |  | x         | volný los                            | výhra – 0:57/? Pavel Drăgoi       | výhra – 2:32/? Dambadžavyn Cend–Ajúš | výhra – 0:39/? Arthur Mapp | –                           | –                                 | výhra – (yus) Angelo Parisi |

### Mistrovství světa
| Rok     | Kategorie      |  | 1/64                 | 1/32                      | 1/16                   | čtvrtfinále               | semifinále | opravy               | opravy             | předfinále             |
| ------- | -------------- |  | -------------------- | ------------------------- | ---------------------- | ------------------------- | ---------- | -------------------- | ------------------ | ---------------------- |
| MS 1973 | polotěžká váha |  | volný los            | výhra Robert Van de Walle | výhra Norbert Herrmann | prohra Nobujuki Sató      | –          | výhra Amiran Muzaevi | výhra Chiaki Ishii | prohra Takafumi Ueguči |
| MS 1975 | polotěžká váha |  | výhra Jorge Portelli | výhra Jan-Herbert Knipper | prohra David Starbrook | –                         | –          | –                    | –                  | -                      |
| MS 1979 | polotěžká váha |  | x                    | výhra James Thompson      | výhra Jaroslav Nikodým | prohra Günther Neureuther | –          | –                    | –                  | -                      |

### Mistrovství světa - bez rozdílu vah
| Rok     |  | 1/64                 | 1/32                  | 1/16               | čtvrtfinále          | semifinále               | o bronz               |
| ------- |  | -------------------- | --------------------- | ------------------ | -------------------- | ------------------------ | --------------------- |
| MS 1973 |  | výhra Peter Adelaar  | prohra Jean-Luc Rougé | –                  | –                    | –                        | -                     |
| MS 1975 |  | výhra Peter Donnelly | výhra Givi Onašvili   | výhra Carlos Motta | výhra Vladimír Novák | prohra Kazuhiro Ninomija | výhra Mario Daminelli |
| MS 1979 |  | nestartoval          | nestartoval           | nestartoval        | nestartoval          | nestartoval              | nestartoval           |